# Giorgi Elbakidze
Giorgi Elbakidze (gruz. გიორგი ელბაქიძე; ur. 13 lutego 2000) – gruziński zapaśnik startujący w stylu wolnym. Zajął siódme miejsce na mistrzostwach Europy w 2023 i 2025. Czwarty w Pucharze Świata w 2022. 
Mistrz świata U-23 w 2022 i trzeci w 2023. Mistrz Europy U-23 w 2022. Trzeci na ME kadetów w 2016 roku.